# 3alfa,7alfa,12alfa-triidrossicolestano-26-ale 26-ossidoreduttasi
La 3alfa,7alfa,12alfa-triidrossicolestano-26-ale 26-ossidoreduttasi è un enzima appartenente alla classe delle ossidoreduttasi, che catalizza la seguente reazione:
(25R)-3α,7α,12α-triidrossi-5β-colestan-26-ale + NAD+ + H2O ⇄ (25R)-3α,7α,12α-triidrossi-5β-colestan-26-oato + NADH + 2 H+